# 上海市市北高新技术服务业园区
上海市市北高新技术服务业园区簡稱上海市北高新园区或市北高新园区，是中華人民共和國上海市靜安區的一個產業園區和企業辦公區域，建成於1992年8月。面积為3.31平方公里，園區东至西泗塘，西至彭越浦，南至汶水路，北至走马塘—共和新路—场中路。園區由上海市北高新股份有限公司負責開發。截至2020年9月底，有170多家大数据企业入駐於此。